# 城堡岛 (斯德哥尔摩)

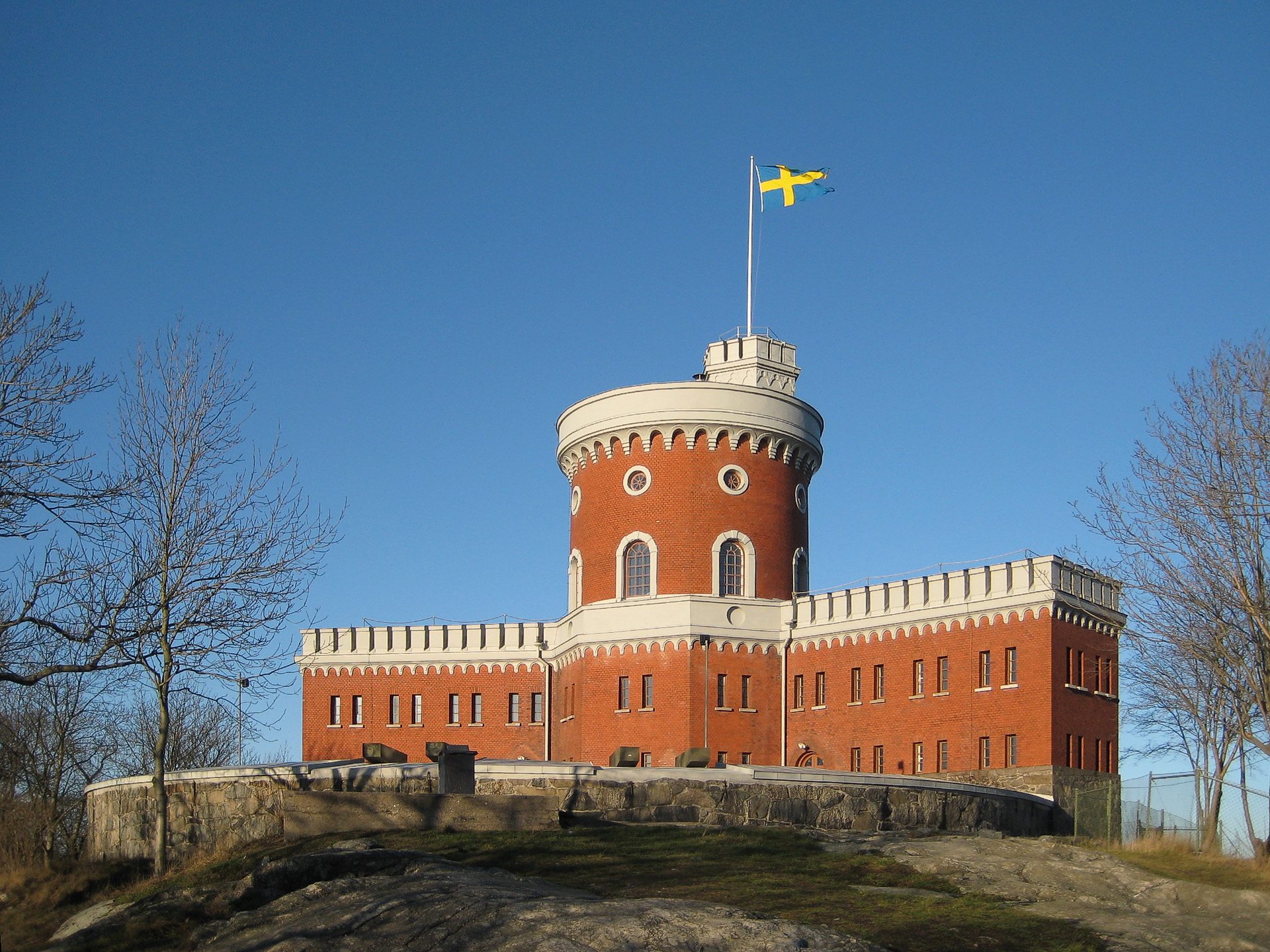
小城堡

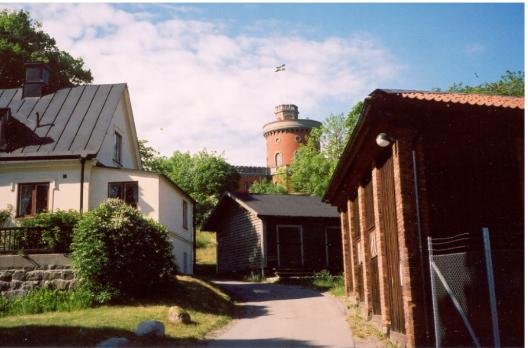
城堡岛

城堡岛（Kastellholmen）是瑞典斯德哥尔摩市中心的一个小岛，面积31,000 m²，通过城堡岛桥（Kastellholmsbron）连接毗邻的船岛（Skeppsholmen）。
在岛上有一小城堡（Kastellet），由Fredrik Blom兴建于1846-1848年。城堡岛曾经用名Notholmen, Lilla Beckholmen和Skansholmen。城堡岛是皇家国家城市公园（Ekoparken）的一部分。
59°19′20″N 18°05′22″E / 59.32222°N 18.08944°E